# Газомір

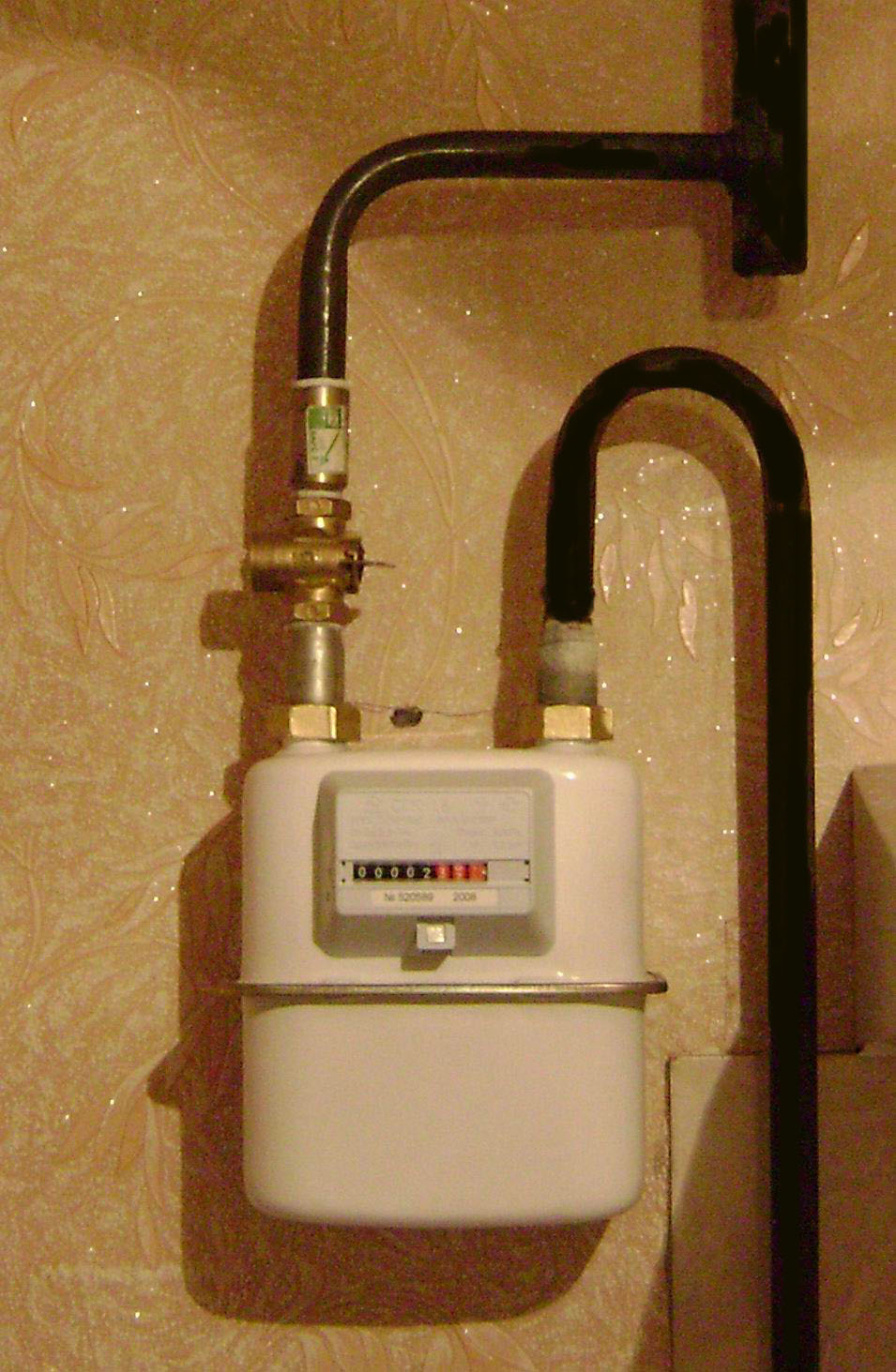
Побутовий газовий лічильник

Газомір (лічи́льник га́зу, рос.газомер; англ. gas (flow) meter; нім. Gamesser m, Gasuhr f) — засіб вимірювальної техніки для вимірювання кількості та витрат газу, що проходить через газопровідну трубу; газовий лічильник або на ввідних газопроводах у багатоквартирний будинок (або на групу будинків). Квартирний лічильник газу — засіб обліку газу, що встановлюється на внутрішньому газопроводі в окремій квартирі або іншому ізольованому житловому приміщенні чи на відводі до газового приладу споживача. 

## Характеристики
Лічильники бувають різних типів і типорозмірів.
Типорозмір сучасного лічильника позначається як Gxxxx (де xxxx — числове позначення, що відповідає номінальній витраті лічильника).
Для вимірювання витрат, наприклад, побутової газової плити («ПГ-4») підходять лічильники типорозмірів G1.6, G2.5P, G4P (у всіх мінімальна вимірювана витрата = 16 л/год)
Для вимірювання витрат на магістральних ГРС можна встановити лічильник типорозміру, наприклад, G6500 з максимальною витратою 10 000 м3/год за робочих умов, що при тиску газу 40 атм відповідатиме витраті приблизно 400 000 м3/год за стандартних умов. Звісно ж, існують і всі проміжні типорозміри зі стандартного ряду (1.6, 2.5, 4, 6, 10, 16 і т. д.)

## Законодавство
21 грудня 2017 року, Верховна Рада ухвалила в цілому законопроєкт № 5722 про внесення змін до Закону України «Про забезпечення комерційного обліку природного газу» щодо порядку встановлення лічильників споживачам природного газу.
16 січня 2018 року Президент України Петро Порошенко підписав закон про внесення змін до Закону України «Про забезпечення комерційного обліку природного газу» щодо порядку встановлення лічильників побутовим споживачам природного газу, який передбачає встановлення загальнобудинкового лічильника газу тільки за згодою співвласників багатоквартирного будинку.
19 січня 2018 року Закон «Про внесення змін до закону України „Про забезпечення комерційного обліку природного газу“ щодо порядку встановлення лічильників споживачам природного газу» набув чинності. Граничну дату встановлення індивідуальних лічильників споживачам було перенесено з початку 2018 року на 1 січня 2021 року..